# Thelypteris crassipila
Thelypteris crassipila är en kärrbräkenväxtart som beskrevs av Caluff, C.Sánchez. Thelypteris crassipila ingår i släktet Thelypteris och familjen Thelypteridaceae. Inga underarter finns listade.